# Ahmed Salah
Ahmed Salah, född den 31 december 1956, är en före detta djiboutisk friidrottare som tävlade i maraton. 
Salah är den främsta friidrottaren från Djibouti och han har så här långt vunnit landets enda medaljer vid friidrotts-VM. Både vid VM 1987 och 1991 blev han silvermedaljör i maraton. Han är även den enda person från Djibouti som någonsin har vunnit en medalj vid ett olympiskt spel, både vid vinter- och sommarspel. Det gjorde han när han vann bronset vid Olympiska sommarspelen 1988.

## Personliga rekord
- Maraton - 2:07:07 (från 1988)